# Lista de membros da Royal Society eleitos em 1927
Esta página lista Membros da Royal Society eleitos em 1927.

## Fellows
- Sir Edward Appleton
- Thomas Graham Brown
- Richard Higgins Burne
- Sir James Chadwick
- Gordon Dobson
- George Claridge Druce
- Sebastian Ziani de Ferranti
- James Kendall
- Sir Patrick Laidlaw
- Joseph William Mellor
- Otto Rosenheim
- Meghnad Saha
- John Stopford, Baron Stopford of Fallowfield
- Herbert Henry Thomas
- Charles Morley Wenyon

## Estatuto 12
- Stanley Baldwin